# Barbara Zápolya
Barbara Zápolya, född 1495, död 2 oktober 1515 i Kraków i Polen, var en ungersk adelskvinna som var drottning av Polen och storhertiginna av Litauen 1512–1515 genom giftermål med kung Sigismund I av Polen. Hon försökte förgäves få maken att verka mot Habsburgs inflytande i Ungern. 

## Biografi
Barbara Zápolya var dotter till den ungerske greven Stefan Zápolya och den polska furstinnan Hedwig av Cieszyn, och syster till Johan Zápolya. Hennes familj tillhörde Ungerns mäktigaste och rikaste familjer, med en inflytelserik position vid det ungerska hovet, där Barbara förmodligen hade vuxit upp. Sigismund tillbringade mycket tid hos sin bror Vladislav, som 1490 blivit kung i Ungern.  
I augusti 1506 efterträdde Sigismund sin bror som Polens kung. Äktenskapet arrangerades som en allians mellan Polen och det ungerska Zapolya-partiet mot Habsburgs växande inflytande i Ungern, och var resultatet av en hovintrig. Det framlades för Sigismunds bror Vladislav II av Ungern att Sigismund önskade gifta sig med en medlem av den ungerska adeln. Den polska delegationen mutade Vladislavs läkare att föreslå Barbaras namn för Vladislav, som i sin tur sedan föreslog henne för sin bror. 

### Drottning
Äktenskapskontraktet undertecknades 2 december 1511, och 6 februari möttes Barbara och Sigismund i Krakow. Vigseln ägde rum 8 februari 1512, och följdes av Barbaras kröning till drottning. Hon eskorterades till bröllopet av sin familj, och förde med sig en enorm hemgift. I utbyte mot sin hemgift mottog hon också en stor morgongåva av sin make i form av flera städer och inkomsten från flera skatter. Barbara prisades i samtida källor som en lydig hustru, en from drottning och givmild mot de fattiga, och äktenskapet beskrivs som lyckligt. Hon åtföljde sin make på hans resor utom under sina graviditeter. Paret fick två döttrar. Barbara saknade dock allt politiskt inflytande. Hennes släktingar uppmanade henne förgäves att ingripa till förmån för deras intressen att förhindra Polens stöd mot Habsburg i Ungern, men hon kunde inte förhindra att Sigismund alltmer vände sig till Habsburg som en allierad under sitt krig mot Moskva. 
Hon avled i apoplexi i oktober 1515.